# Henryków Lubański

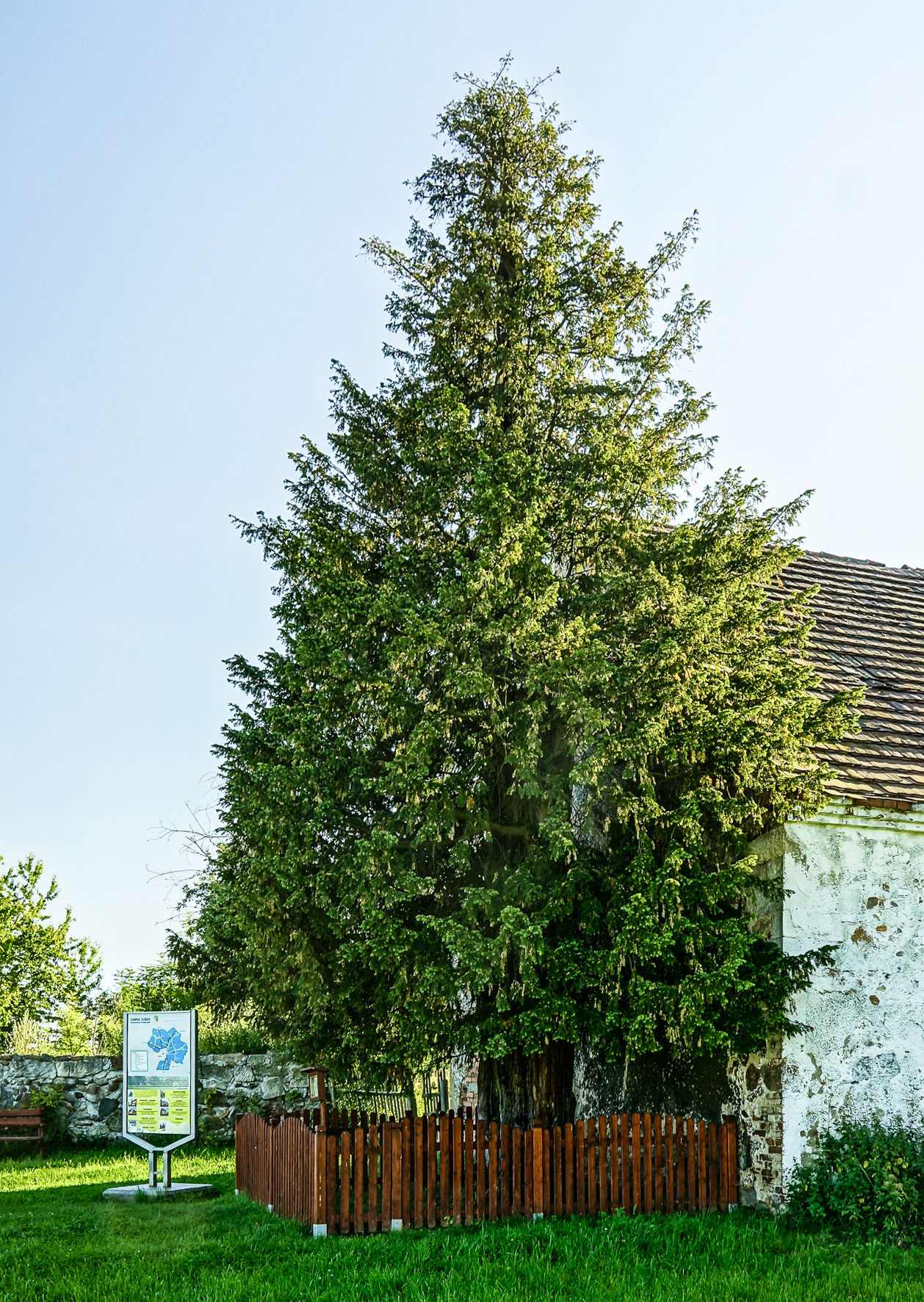
Cis Henrykowski w Henrykowie Lubańskim

Henryków Lubański (niem. Katholisch Hennersdorf, 1937–1939 Hennersdorf, 1939–1945 Ziethen-Hennersdorf) – wieś w Polsce położona w województwie dolnośląskim, w powiecie lubańskim, w gminie Lubań.

## Położenie
Henryków Lubański położony jest na Wysoczyźnie Siekierczyńskiej. Przez wieś płynie niewielka rzeka. Miejscowość leży około 4 km na północ od Lubania, około 20 km na wschód od granicy polsko-niemieckiej.

## Podział administracyjny
Po II wojnie światowej wieś została włączona do Polski. W latach 1975–1998 miejscowość administracyjnie należała do województwa jeleniogórskiego.

## Charakter osady
Henryków Lubański to duża wieś, ciągnąca się na przestrzeni około 3,7 km, licząca ponad 200 domów, zamieszkana w roku 2011 przez 816 mieszkańców. W osadzie znajdują się m.in.: sklepy, siedziba Ochotniczej Straży Pożarnej, kościół pw. św. Mikołaja oraz cmentarz.

## Komunikacja
Oś osady stanowi ulica krzyżująca się z drogą wojewódzką nr 296.

## Historia
Wieś powstała prawdopodobnie na przełomie XII i XIII wieku i stanowiła własność klasztoru magdalenek z pobliskiego Lubania. Zależność ta spowodowała, iż mieszkańcy wsi w większości pozostali wierni katolicyzmowi także wtedy, gdy mieszkańcy innych okolicznych miejscowości przyjęli luteranizm (stąd aż do 1937 r. osada nosiła nazwę Katholisch Hennersdorf – niem. „Henryków Katolicki”).
W 1432 r. wieś została zniszczona przez pożar. W XVI i XVII wieku osada słynęła z produkcji wysokiej jakości przędzy, z której wyrabiano adamaszek. 
10 stycznia 1649 r. w pobliżu Henrykowa została rozegrana bitwa między wojskami cesarza Ferdynanda III Habsburga a oddziałami szwedzkimi. Inna, znacznie większa i ważniejsza bitwa miała miejsce w trakcie II wojny śląskiej – 23 listopada 1745 r., w trakcie której oddziały pruskie, dowodzone przez generała Hansa Joachima von Zietena zaskoczyły i rozbiły stacjonujących w osadzie żołnierzy saskich. Po bitwie zwycięskie wojska pruskie splądrowały opanowaną wieś. Miejsce bitwy upamiętnia obelisk przy drodze DW296. Także w czasie II wojny światowej doszło do walk w pobliżu wsi, między Wehrmachtem a Armią Czerwoną. Miały one miejsce w dniach od 20 lutego do 4 marca 1945 r.

## Zabytki
Do wojewódzkiego rejestru zabytków wpisane są obiekty:
- kościół parafialny pw. św. Mikołaja, zabytkowy, zbudowany został prawdopodobnie w XVII lub na początku XVIII wieku. Zastąpił on świątynię z 1220 r. Obecny wygląd kościoła dość znacznie odbiega od wyglądu pierwotnego, co związane jest z wielokrotnymi przebudowami (największe w latach 1754 i 1904) i naprawami (ostatnie po zniszczeniach wojennych w latach 1947–1950. Przy kościele znajdują się zabytkowe krużganki i kilka kapliczek
- plebania, zabytkowa z końca XVII w., 1776 r.
- dom mieszkalny nr 213, z początku XIX-XX w.

Inne zabytki:
- mur cmentarza z podcieniami i bramą, pochodzące z drugiej połowy XVIII wieku.

## Droga świętego Jakuba
Przez wieś przebiega Dolnośląska Droga św. Jakuba, odcinek szlaku pielgrzymkowego do grobu św. Jakuba w Santiago de Compostela w Hiszpanii.

## Cis Henrykowski
Na terenie Henrykowa Lubańskiego rośnie najstarsze drzewo w Polsce – cis, którego wiek szacuje się na około 1280 lat. Drzewo to jest starsze od państwa polskiego i zostało objęte ochroną poprzez uznanie za pomnik przyrody.